# Лопес, Алина
Алина Лопес (англ. Alina Lopez; род. 6 сентября 1995 года, Вашингтон, США) — американская порноактриса и эротическая фотомодель. Лауреат премии XBIZ Award в категории «Лучшая актриса тематического фильма — табу» (2020).

## Карьера
Имеет мексиканские корни. Родилась в штате Вашингтон в семье консервативных мормонов. Есть братья и сёстры. В возрасте пяти лет переезжает в Финикс, штат Аризона. В 12 лет начинает заниматься спортивной гимнастикой. После развода родителей в 2009 году переезжает вместе с матерью в штат Юта, где и проживает в настоящее время. Потеряла девственность в 14 лет. Работала специалистом по солнечным батареям, а также полтора месяца проработала в школе-интернате. Также снималась на веб-камеру для сайта Chatroulette.com.
Начала карьеру в октябре 2017 года в возрасте 22 лет. Псевдоним взяла в честь певицы Алины Бараз, а Лопес — девичья фамилия её матери. Первыми съёмками стала межрасовая сцена для студии Blacked Raw. Её интересы представляет руководимое Марком Шпиглером агентство талантов Spiegler Girls. Снимается в сценах традиционного, лесбийского и межрасового секса.
Снимается для таких студий и сайтов, как Bang Bros, Brazzers, Cherry Pimps, Evil Angel, Girlsway, Mofos, Naughty America, Reality Kings, Vixen, XEmpire и других.
В конце октября 2018 года было объявлено о том, что Алина появится на обложке декабрьского выпуска журнала Hustler. В декабре того же года была выбрана «Киской месяца» журналом Penthouse. Также порносайтом Girlsway в январе 2019 года была выбрана в качестве девушки года.
Для церемонии XBIZ Award 2019 года была названа одной из Trophy Girls. В январе 2019 года по результатам голосования была объявлена победительницей премии AVN Awards в категории «Награда поклонников: самый горячий новичок». В январе 2020 года Алина стала лауреатом премии XBIZ Award в категории «Лучшая актриса тематического фильма — табу». В этом же месяце Алина выигрывает премию AVN Awards в категории «Лучшая сцена группового секса», лауреатами которой также стали Анджела Уайт, Лина Пол, Мануэль Феррара и Отем Фоллс.
По данным на февраль 2022 года, снялась в более чем 400 порносценах и фильмах.

## Достижения
- Cherry Pimps — Cherry of the Month (июль 2018)[15].
- Girlsway — Girl of the Month (сентябрь 2018)[16].
  - Girl of the Year (2018)[11].
- Vixen — Angel of the Month (октябрь 2018)[17].
- Hustler — Honey of the Month (декабрь 2018)[7][8].
- Penthouse — Pet of the Month (декабрь 2018)[9][10].
- XBIZ Award — Trophy Girl (2019)[12].
- Twistys — Treat of the Month (май 2019)[18].
- Bang! — Babe of the Month (март 2020)[19].
- Fleshlight[англ.] — Girl of the Month (февраль 2021)[20].

## Награды и номинации
| Список наград и номинаций | Список наград и номинаций  | Список наград и номинаций | Список наград и номинаций | Список наград и номинаций                         |
| Год                       | Награда                    | Результат                 | Категория | Фильм                                             |
| ------------------------- | -------------------------- | ------------------------- | --- | ------------------------------------------------- |
| 2018                      | Urban X Award              | Номинация                 | Красотка года | н/д                                               |
| 2018                      | Urban X Award              | Номинация                 | Межрасовая звезда года | н/д                                               |
| 2019                      | AVN Award                  | Номинация                 | Лучшая лесбийская групповая сцена (вместе с Джейн Уайлд и Кристен Скотт) | Duplicity                                         |
| 2019                      | AVN Award                  | Номинация                 | Лучшая новая старлетка | н/д                                               |
| 2019                      | AVN Award                  | Номинация                 | Лучшая сцена мастурбации/стриптиза | Hot Bodies 3                                      |
| 2019                      | AVN Award                  | Номинация                 | Лучшая сцена секса парень/девушка (вместе с Маркусом Дюпри) | Hot Bodies 3                                      |
| 2019                      | AVN Award                  | Номинация                 | Лучшая сцена триолизма (Д/Д/П) (вместе с Арианой Мари и Джонни Синсом) | Icons                                             |
| 2019                      | AVN Award                  | Победа                    | Награда поклонников: самый горячий новичок | н/д                                               |
| 2019                      | Fleshbot Award             | Номинация                 | Лучшая сцена парень/девушка (вместе с Маркусом Дюпри) | Hot Bodies 3                                      |
| 2019                      | Spank Bank Technical Award | Победа                    | Longest and Most Agile Tongue | н/д                                               |
| 2019                      | Urban X Award              | Номинация                 | Восходящая звезда | н/д                                               |
| 2019                      | XBIZ Award                 | Номинация                 | Лучшая новая старлетка | н/д                                               |
| 2019                      | XBIZ Award                 | Номинация                 | Лучшая сцена секса — гонзо (вместе с Маркусом Дюпри) | Hot Bodies 3                                      |
| 2019                      | XRCO Award                 | Номинация                 | Новая старлетка года | н/д                                               |
| 2019                      | XRCO Award                 | Номинация                 | Оргазмическая оралистка года | н/д                                               |
| 2020                      | AVN Award                  | Номинация                 | Исполнительница года | н/д                                               |
| 2020                      | AVN Award                  | Номинация                 | Лучшая актриса — короткометражный фильм | Bishop’s Interview: An Alina Lopez Story          |
| 2020                      | AVN Award                  | Номинация                 | Лучшая лесбийская групповая сцена (вместе с Эвелин Клэр и Эммой Старлетто) | Pussy Pot Luck                                    |
| 2020                      | AVN Award                  | Номинация                 | Лучшая лесбийская сцена (вместе с Сесилией Лайон) | Out With a Bang                                   |
| 2020                      | AVN Award                  | Победа                    | Лучшая сцена группового секса (вместе с Анджелой Уайт, Линой Пол, Мануэлем Феррарой и Отем Фоллс) | Drive                                             |
| 2020                      | AVN Award                  | Номинация                 | Лучшая сцена триолизма (Д/Д/П) (вместе с Джианной Диор и Мануэлем Феррарой) | Slut Puppies 14                                   |
| 2020                      | NightMoves Award           | Номинация                 | Лучшая актриса | н/д                                               |
| 2020                      | Spank Bank Award           | Победа                    | Phenomenal Pussy of the Year | н/д                                               |
| 2020                      | Spank Bank Technical Award | Победа                    | Handstand Champion of the World | н/д                                               |
| 2020                      | XBIZ Award                 | Победа                    | Лучшая актриса тематического фильма — табу | Bishop’s Interview: An Alina Lopez Story          |
| 2020                      | XBIZ Award                 | Номинация                 | Лучшая сцена секса — табу (вместе с Диком Чибблсом) | Bishop’s Interview: An Alina Lopez Story          |
| 2020                      | XBIZ Award                 | Номинация                 | Лучшая сцена секса — табу (вместе с Брэдом Ньюменом и Рейган Фокс) | Like Mother, Like Daughter                        |
| 2020                      | XRCO Award                 | Номинация                 | Исполнительница года | н/д                                               |
| 2021                      | AVN Award                  | Номинация                 | Исполнительница года | н/д                                               |
| 2021                      | AVN Award                  | Номинация                 | Лучшая актриса — короткометражный фильм | Fertile (из Under the Bed Vol. 2)                 |
| 2021                      | AVN Award                  | Номинация                 | Лучшая блоубэнг-сцена | Wet Food 9                                        |
| 2021                      | AVN Award                  | Победа                    | Лучшая карантинная сцена секса (вместе с Аидрой Фокс, Кендрой Спейд, Кенной Джеймс, Кристен Скотт и Уитни Райт) | Teenage Lesbian: One Year Later                   |
| 2021                      | AVN Award                  | Победа                    | Мейнстрим-предприятие года (вместе с Айви Вульф, Арианой Мари, Вики Чейз, Габби Картер, Кирой Нуар, Мией Малковой, Мией Мелано, Нией Наччи, Серай Минкс, Сесилией Лайон, Скарлит Скандал, Скин Даймонд, Эйвери Кристи, Эми Майли и Эмили Уиллис) | Still Be Friends/Moana (музыкальные видео G-Eazy) |
| 2021                      | NightMoves Award           | Номинация                 | Лучшая актриса | н/д                                               |
| 2021                      | XBIZ Award                 | Номинация                 | Исполнительница года | н/д                                               |
| 2021                      | XBIZ Award                 | Номинация                 | Лучшая сцена секса — гонзо (вместе с Миком Блу) | Oil Overload 16                                   |
| 2021                      | XBIZ Award                 | Номинация                 | Лучшая сцена секса — полнометражный фильм (вместе с Кармой Рекс и Майклом Вегасом) | Out With a Bang                                   |
| 2021                      | XCritic Award              | Номинация                 | Лучшая лесбийская сцена (вместе с Анджелой Уайт и Кармой Рекс) | Performers of the Year 2020                       |
| 2021                      | XRCO Award                 | Номинация                 | Оргазмическая оралистка года | н/д                                               |
| 2022                      | AVN Award                  | Номинация                 | Лучшая командная сцена (вместе с Джулсом Джорданом и Стивом Холмсом) | Alina Lopez: Double Team Frenzy                   |
| 2022                      | AVN Award                  | Номинация                 | Лучшая лесбийская групповая сцена (вместе с Кензи Энн и Эмили Уиллис) | Breaking Through                                  |
| 2022                      | AVN Award                  | Номинация                 | Лучшая сцена секса в виртуальной реальности (вместе с Джоном Стронгом и Еленой Кошкой) | Grand Obsession                                   |
| 2022                      | NightMoves Award           | Номинация                 | Лучшая актриса | н/д                                               |
| 2022                      | XBIZ Award                 | Номинация                 | Лучшая сцена секса — виртуальная реальность (вместе с Джоном Стронгом и Еленой Кошкой) | Grand Obsession                                   |
| 2022                      | XBIZ Award                 | Номинация                 | Лучшая сцена секса — гонзо (вместе с Крисом Даймондом) | Flesh Hunter 15                                   |
| 2023                      | XBIZ Award                 | Номинация                 | Лучшая сцена секса — гонзо (вместе с Робом Пайпером) | Blacked Raw V51                                   |
| 2023                      | XBIZ Award                 | Номинация                 | Лучшая сцена секса — только девушки (вместе со Скай Блу) | Sparks                                            |
| 2024                      | AVN Award                  | Номинация                 | Лучшая сцена секса парень/девушка (вместе с Заком Уайлдом) | Fill Me Up (из Hot Bodies 6)                      |
| 2024                      | XRCO Award                 | Номинация                 | Оргазмическая оралистка года | н/д                                               |
| 2025                      | AVN Award                  | Номинация                 | Лучшая сцена секса один на один в виртуальной реальности (вместе с Нейтаном Бронсоном) | Altar of Alina                                    |
| 2025                      | XMA Award                  | Номинация                 | Лучшая сцена секса — виртуальная реальность (вместе с Нейтаном Бронсоном) | Altar of Alina                                    |

## Избранная фильмография
| - 2018 — Bare - 2018 — Black and Latina - 2018 — Creampied Vixens 2 - 2018 — Dirty Talk 6 - 2018 — Gag Reflex 3 - 2018 — Manuel’s Fucking POV 10 - 2018 — Showcases 3 - 2018 — Swallowed 16 - 2019 — Babysitter Auditions 2 - 2019 — Cum Swapping Stepsisters 3 - 2019 — Dredd 8 - 2019 — Filling Up the Babysitter 2 - 2019 — Her Forbidden Fruit 2 - 2019 — Hot As Fuck - 2019 — I Came Inside My Stepdaughter 4 - 2019 — It’s A Brotha’ Thing! 3 - 2019 — Latin Asses 5 - 2019 — Lesbian Anal Strap-On 4 - 2019 — Maid For Each Other - 2019 — Mofos Lab 3 | - 2019 — Mommy’s Daughter 2 - 2019 — Nympho - 2019 — Perfect Touch - 2019 — Share My Boyfriend 13 - 2019 — Surprise Proposal - 2019 — Wife Wants It Black - 2020 — Fam Fiction - 2020 — Lady Boss 4 - 2020 — Lesbian Reluctance - 2020 — My Step-Mom Used Me - 2020 — Oil Overload 16 - 2020 — Paranormal - 2020 — Teen Lesbians 2 - 2020 — True Lesbian - 2020 — Wet Food 9 - 2021 — Fuck Phys-Ed 2 - 2021 — Pussy Is the Best Medicine 4 - 2021 — Sexual Appetite of A Young Petite 14 - 2021 — Threesome Fantasies 8 - 2021 — Uncut |